# Будинок Александрова
Будинок Александрова — торговельно-житловий будинок купця 1-ї гільдії Сергія Александрова у Слов'янську. Пам'ятка архітектури та містобудування. Знаходиться за адресою вулиця Тараса Шевченка, 4.

## Історія
Колишній будинок промисловця і купця Сергія Александрова, побудований в 1905–1911 роках в якості мануфактурного магазину на першому поверсі і житла на другому. У 1920 році будівля була націоналізована, використовувалася як міська рада, а після 1962 року стала багатоквартирним житловим будинком (2 поверх) і комерційними приміщеннями (1 поверх). У 2016 році було реконструйовано фасад будинку.

## Стиль

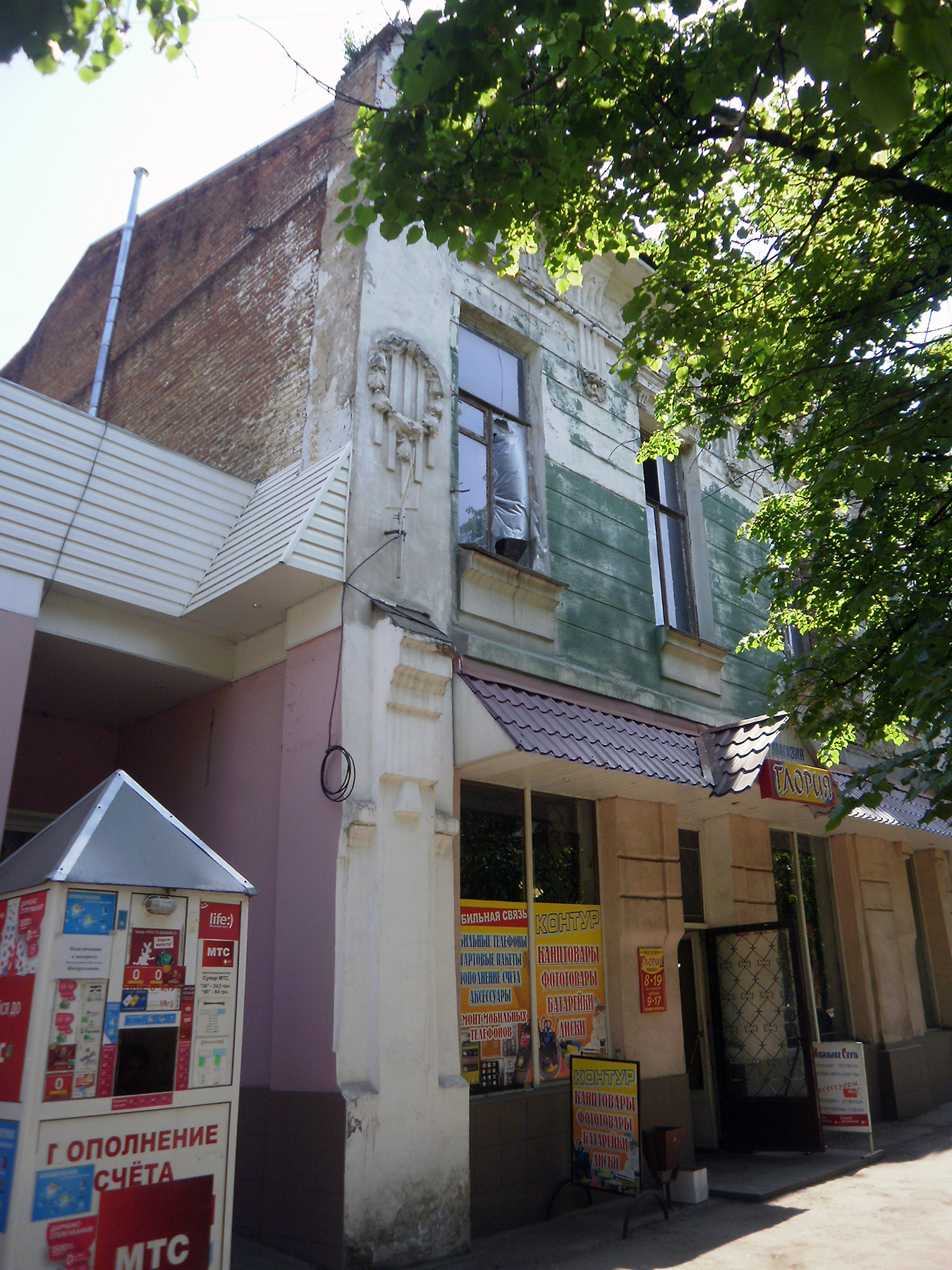
Частина фасаду будівлі

Особняк був створений в стилі українського модерну, популярного в той час: має 2 поверхи, три красивих балкони з ажурними кованими решітками і мансарду. Вертикально витягнуті віконні прорізи, безліч декоративних елементів (ліпнина, різьблення), пілястри, карнизи стовпчики — все це додає йому стрункості і легкості. Будівля має один головний фасад, розбитий на 3 частини по вертикалі пілястрами в районі входів в поверхи; глухим торцем воно примикало до інших будівель. На першому поверсі збереглися початкова стеля і колони з написом «Смирнов».
Побудував будинок відомий в ті часи промисловець Олександров, але пізніше він продав своє дітище купцеві Христову. В результаті 1 поверх, з величезними вікнами, багатим декором, ліпниною і в цілому дуже парадним виглядом, став магазином мануфактури. На 2 поверсі у купця були житлові кімнати.
З правій частині будівлі був проїзд у двір, утворений П-подібною формою самого будинку і поруч цегельних дворових будівель. Ці споруди господарського значення зовнішнім виглядом різко відрізнялися від головної будівлі, виглядали більш ніж скромно, були навіть не поштукатурені.